# Бомпенсијере
Бомпенсијере (итал. Bompensiere) је насеље у Италији у округу Калтанисета, региону Сицилија.
Према процени из 2011. у насељу је живело 610 становника. Насеље се налази на надморској висини од 287 м.

## Становништво
| 1931. | 1936. | 1951. | 1961. | 1971. | 1981. | 1991. | 2001. | 2011. |
| ----- | ----- | ----- | ----- | ----- | ----- | ----- | ----- | ----- |
| 1.015 | 1.168 | 1.353 | 1.267 | 787   | 742   | 722   | 677   | 610   |